# Chinese rol

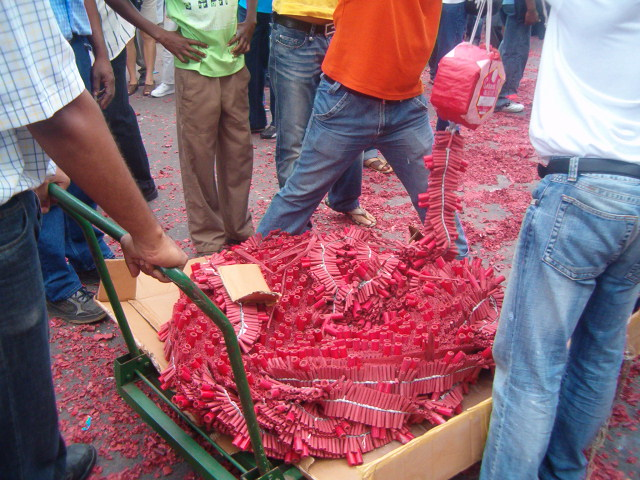
Pagara's in Suriname

Een chinese rol is de benaming voor een soort vuurwerk die soms grote ratelband of mat wordt genoemd en pagara in Suriname. Het belangrijkste verschil is dat er in een Chinese rol "rotjes" zitten met zogenaamd flashkruit, ook wel zilverkruit genoemd. Dit in tegenstelling tot Nederlandse matten waar zwart buskruit in zit. Dit is veel minder agressief dan zilverkruit. Ook zijn al deze matten voorzien van een eindbom. Sinds 2006 zijn er ook in Nederland legale Chinese rollen gekomen, alleen zijn deze gevuld met buskruit. Deze matten knallen zachter. De grotere modellen bevatten ook een eindbom.
In Nederland zijn chinese rollen met zilverkruit niet te koop. Dit is zo om twee redenen:
- De rotjes produceren te veel geluid door het zilverkruit, dat wil zeggen meer dan de toegestane 156 decibel (sinds september 2006);
- Er kan vuurwerk uitvliegen dat dan op een onverwachte plaats ontploft.

In België mogen ze wel verkocht worden en ze vinden daar dan ook gretig aftrek onder Nederlanders.
Chinese rollen hebben verschillende groottes, variërend van 5000 tot 15.000.000. De 100.000-klapper is daarin wel het bekendst. Wat echter veel mensen niet weten is dat op een 100.000-klapper bij lange na geen 100.000 "rotjes" zitten. (Dit geldt uiteraard ook voor de andere waarden.) Op een 100.000-klapper zitten er in werkelijkheid maar circa 3500.